# Grand Traverse County
Grand Traverse County is een county in de Amerikaanse staat Michigan.
De county heeft een landoppervlakte van 1.205 km² en telt 77.654 inwoners (volkstelling 2000). De hoofdplaats is Traverse City.